# Ligier Richier

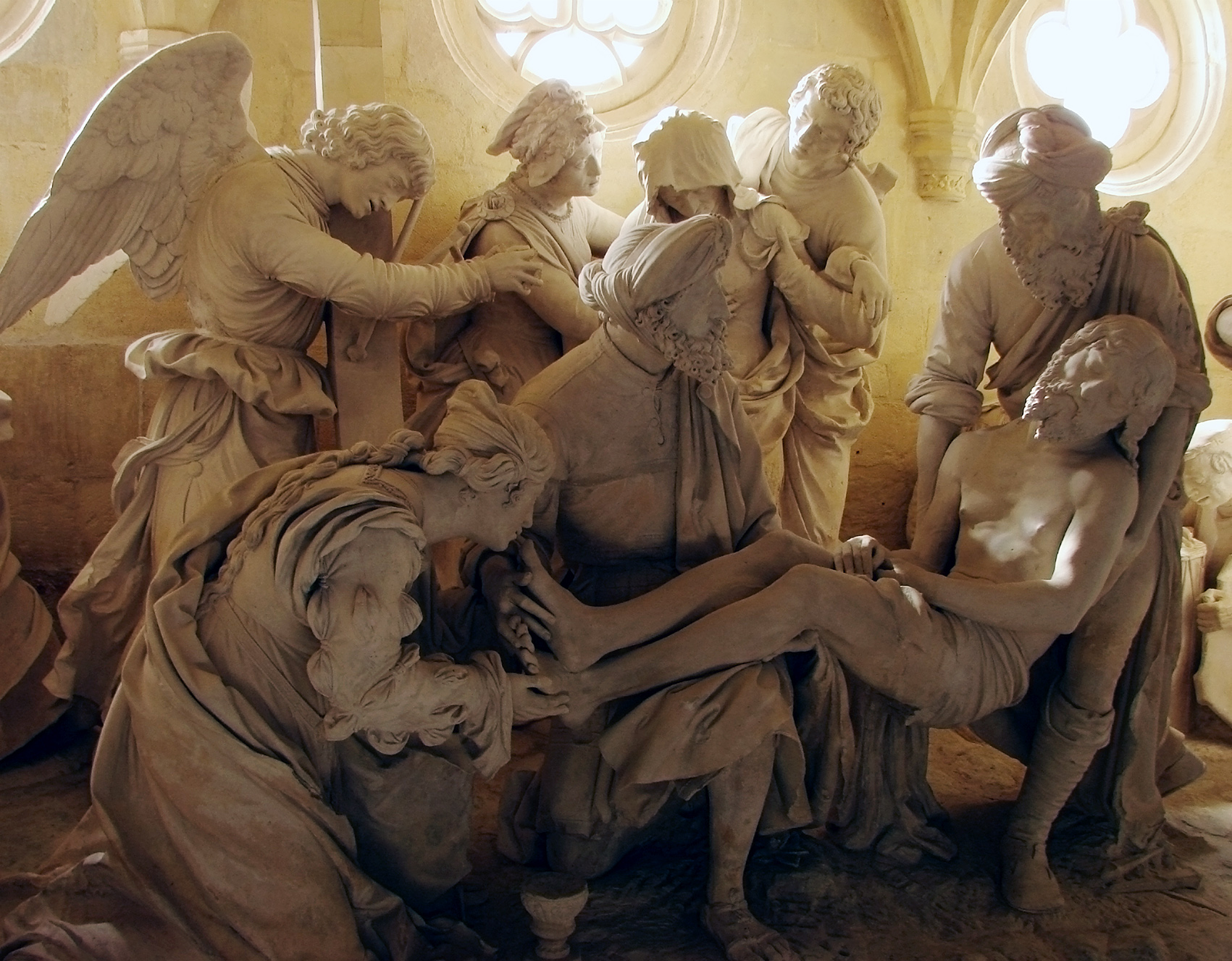
Iglesia de Saint-Etienne de Saint-Mihiel : Entierro de Cristo de Ligier Richier.

Ligier Richier (Saint-Mihiel, ha. 1500 - Ginebra, 1567) fue un escultor francés que adoptó, sobre la base de la cultura gótica, las formas primeras del estilo renacentista. 
Al servicio de la corte del duque de Lorena, creó muchas obras importantes que hoy se conservan principalmente en los departamentos de Mosa y de Meurthe y Mosela, en la región de Lorena. 

## Vida artística
La vida y la carrera de Richier tuvo lugar principalmente en Lorena, ducado, en aquel tiempo, independiente de Francia. La primera noticia que tenemos del artista es en 1530, cuando el duque de Lorena lo llamó a su servicio. En 1543 fue nombrado uno de los cuatro alcaldes de la ciudad de Saint-Mihiel. 
Convertido a la religión protestante, Ligier dirigió al duque una petición solicitando la oportunidad de libre ejercicio de la religión reformista, y más tarde, en 1563, temiendo la persecución religiosa, huyó de Lorena y se refugió en Ginebra, donde murió en 1567. 
Las similitudes puestas a menudo con el arte renacentista italiano dio lugar a la conjetura de su realización de un viaje de formación a Italia: la hipótesis no está documentada. 
La producción artística de Ligier es esencialmente de carácter religioso, centrándose principalmente en las escenas del Calvario y del Entierro de Cristo o Lamentación sobre Cristo muerto. Particularmente importante en su lenguaje artístico, es la precisión con que son tratados los rostros de los personajes y la sutileza de los pliegues de sus ropas. 
Ligier trabajó la piedra, madera y arcilla, se inició en un proceso de tratamiento de la técnica de la encáustica con cera para dar a la piedra caliza de Lorena la apariencia de mármol, vemos como la aplica, por ejemplo, en la tumba de Felipa de Güeldres en Nancy, iglesia "des Cordeliers". 
Entre sus obras más importantes cabe mencionar las trece figuras del grupo del Entierro de Cristo en la iglesia de Saint Etienne de Saint-Mihiel, pero también el monumento funerario de René de Chalon, Príncipe de Orange, en la iglesia de Saint-Etienne en Bar-le-Duc, donde se ve el personaje representado en estado de descomposición, gallardamente erguido, que  con su brazo izquierdo levantado ofrece su corazón como símbolo del Amor imperecedero. Esta escultura, que demuestra cómo su autor tenía importantes conocimientos de anatomía permite ver, junto con los huesos, pedazos de carne y piel.